# Fuerza Aérea Brasileña
La Fuerza Aérea Brasileña o Fuerza Aérea Brasilera (en portugués: Força Aérea Brasileira, abreviada FAB) es la rama aérea de las Fuerzas Armadas brasileñas y uno de los tres servicios militares nacionales de Brasil. Es la mayor fuerza aérea de América Latina y la segunda de América por detrás de la Fuerza Aérea de los Estados Unidos en cuanto a contingente, número de aviones y poderío de fuego.

## Historia
En el año 1939, al inicio de la Segunda Guerra Mundial, la forma como se desempeñaban los combates en mar y tierra sorprendieron y desvelaron la falta de preparación de las fuerzas armadas brasileñas para afrentar las exigencias de un conflicto de esa magnitud. Sumándose a estas las carencias materiales típicas de un país con insuficientes recursos financieros, existía aún toda una organización militar estructurada en bloques de la I Guerra Mundial. Era necesario un cambio.
Ya en el debate en torno a la creación de una única Fuerza Aérea, reemplazando a las ya existentes aviaciones del Ejército y de la Marina, así como la creación de un ministerio exclusivo para administrar la aviación brasileña, esto vino ocurriendo desde inicios de los años 1930, la guerra en Europa acabó por reforzar esa tendencia, consolidando la idea de que era necesario centralizar los medios aéreos del país. 
El desperdicio y los problemas surgidos a causa de una administración separada de múltiples aviaciones, militares y civiles, se constituyeron en uno de los principales argumentos en favor de la creación del Ministerio del Aire. 
Finalmente, después de un amplio debate y campañas en la prensa, Getúlio Vargas, el 20 de enero de 1941, se suscribió el Decreto 2961, creando el Ministerio de la Aeronáutica (cuyo primer titular fue Joaquim Pedro Salgado Filho) y se hizo la fusión de las fuerzas aéreas del Ejército y de la Marina en una sola corporación, denominada Fuerzas Aéreas Nacionales. Poco tiempo después, en mayo de 1941, un nuevo decreto cambió el nombre de la recién nacida fuerza aérea por  Fuerza Aérea Brasileña (FAB), nombre que permanece hasta el día de hoy.
La Fuerza Aérea Brasileña tuvo su bautismo de fuego durante la II Guerra Mundial participando de la guerra antisubmarina en el Atlántico Sur y, en Europa, como integrante de la Fuerza Expedicionaria Brasileña que luchó junto a los Aliados en el frente italiano. 
Fueron enviadas dos unidades aéreas de la FAB a Italia, el 1º Grupo de Aviación de Caza, el  Senta a Pua!, y la Primera Escuadrilla de Llamadas y observación (1ª ELO).
El 9 de noviembre de 2003, fue inaugurado en Pianoro, Italia, en el distrito Livergnano, una placa en homenaje al 2° Teniente de aviación John Richardson Cordeiro e Silva, primer piloto de la FAB, abatido en combate, y a todos los demás integrantes de la Fuerza Aérea que estuvieron luchando en Italia durante la Segunda Guerra Mundial. La placa fue agregada al monumento ya existente en homenaje a los que fallecieron combatiendo al fascismo en la guerra. La localidad de Livergnano fue escogida por haber sido el lugar donde el caza del teniente Cordeiro, un P-47 Thunderbolt, fue abatido el 6 de noviembre de 1944, por la temida Flak, batería antiaérea alemana, al regreso de una misión de combate al norte de Italia.

## Organización y estructura
El comando militar de la fuerza aérea es ejercido por el Comando de Aeronáutica - COMAER, al que están subordinados cuadro Comandos-Generales, dos Departamentos y otros órganos relacionados con el funcionamiento y administración de la aviación brasileña, tanto civil como militar, y de investigación y desarrollo aeroespacial.
Los cuatro Comandos Generales son:
- Comando-General de Operaciones Aéreas
- Comando-General de Apoyo
- Comando-General de Personal
- Comando-General de Tecnología Aeroespacial

Los dos Departamentos son:
- Departamento de Control de Espacio Aéreo
- Departamento de Instrucción Aeronáutica

### Comando de Operaciones Aéreas - COMGAR
Es un Comando de Operaciones Aéreas (COMGAR) al que están subordinadas las unidades aéreas, bases aéreas y órganos afines. O sea, el COMGAR es el brazo armado de la Fuerza Aérea Brasileña. 
En la estructura del COMGAR, las unidades aéreas son agrupadas en cuatro fuerzas aéreas, a saber:
- 1ª Fuerza Aérea o I FAe, con sede en la ciudad de Natal. Engloba las unidades de preparación avanzada de pilotos de la FAB.
- 2ª Fuerza Aérea o II FAe, con sede en la ciudad de Río de Janeiro. Engloba las unidades de alas rotativas (helicópteros) y las unidades de búsqueda y salvaguardias, patrulla marítima y de apoyo a la Marina en general.
- 3ª Fuerza Aérea o III FAe, con sede en la ciudad de Gama, en el DF. Coordina y administra el empleo de las unidades aéreas de aplicación estratégica y táctica, así como las de defensa aérea.
- 5ª Fuerza Aérea o V FAe, con sede en la ciudad de Río de Janeiro. Es responsable de las unidades de transporte, reabastecimiento de vuelos (REVO), lanzamiento de paracaidistas y apoyo a unidades del Ejército.

Las unidades aéreas son las organizaciones militares que reúnen los medios operacionales de fuerza. Cada unidad posee una función específica, más allá de las aeronaves, personal e instalaciones que aseguren su funcionamiento.
Las bases aéreas, a su vez, están organizadas a través de una división regional del territorio brasileño, donde cada región (de un total de siete) queda subordinada a un Comando Aéreo Regional (COMAR). Son los siguientes:
- I COMAR, con sede en Belém es la jurisdicción de los estados de Pará, Amapá y Maranhão.
- II COMAR, con sede en Recife es la jurisdicción de los estados de Piauí, Ceará, Rio Grande do Norte, Paraíba, Pernambuco, Alagoas, Sergipe y Bahía.
- III COMAR, con sede en Río de Janeiro es jurisdicción de los estados de Río de Janeiro, Minas Gerais y Espírito Santo.
- IV COMAR, con sede en São Paulo es la jurisdicción de los estados de São Paulo y Mato Grosso do Sul.
- V COMAR, con sede en Canoas es la jurisdicción de los estados de Rio Grande do Sul, Santa Catarina y Paraná.
- VI COMAR, con sede en Brasília es la jurisdicción del Distrito Federal y los estados de Goiás, Mato Grosso y Tocantins.
- VII COMAR, con sede en Manaus es la jurisdicción de los estados de Amazonas, Roraima, Acre y Rondônia.

### Comando de Operaciones Aeroespaciales - COMAE
El Comando de Operaciones Aeroespaciales - COMAE (en portugués: Comando de Operações Aeroespaciais) es el comando aéreo y espacial brasileño creado en 2017 y forma parte de la Fuerza Aérea Brasileña. Tiene a su cargo la planificación, coordinación, ejecución y control de las operaciones aéreas y espaciales del país. La Marina de Brasil y el Ejército de Brasil también forman parte de la organización.
Otras misiones incluyen la operación de satélites en órbita para funciones de inteligencia de imágenes, comunicaciones militares, reconocimiento y observación de la tierra en operación conjunta con la Agencia Espacial Brasileña y el Instituto Nacional de Investigaciones Espaciales del Centro de Operaciones Espaciales (COPE), y otras instalaciones en el país, también lanzamientos orbitales y suborbitales desde el Centro de Lanzamiento de Alcântara (CLA) que hace lanzamientos suborbitales regulares y ha firmado también contrato con empresas privadas como Virgin Orbit para utilización de su infraestructura para lanzamientos espaciales.
El país ha desarrollado y produce una serie de vehículos espaciales como los cohetes Sonda, retirados y reemplazados por los VS suborbitales capaces de vuelos en altitudes de hasta 950 km con carga útil de hasta media tonelada y que contar con decenas de vuelos desde el país o por otras agencias espaciales como la DLR alemana. También ha proyectado y construido una serie de satélites para observación y otros fines científicos. Recientemente ha realizado el primer vuelo del motor Scramjet del vehículo hipersónico 14-X, lanzado desde el CLA como carga útil de un cohete VSB-30 V32 La organización también contribuye a la soberanía del espacio aéreo y a la integración del territorio nacional a través de sistemas de seguimiento aéreo como el CINDACTA, sistema similar al norteamericano NORAD.

## Efectivos
Desde 1982 fue permitido a las mujeres a ingresar a la Aeronáutica.
En marzo de 2007, la Fuerza Aérea Brasileña contaba con 73.110 efectivos, siendo 65.610 militares y 7500 civiles.
Los efectivos militares eran distribuidos de la siguiente manera:
61.067 hombres (93,08%)
4.453 mujeres (6,92%)
Donde son:
Oficiales: 8864 (13.51%)
Suboficiales y Sargentos: 25.472 (38,82%)
Cabos, Soldados: 31.274 (47,67%) 
No fue divulgado el número de alumnos;
Efectivos totales de funcionarios civiles: 7500

## Material Aéreo

### Aviones de Caza y Ataque
| Saab Gripen            | Saab Gripen |
| ---------------------- | --- |
|                        | \| Entrada en servicio: \| 2021 \| \| Designación interna: \| F-39 \| \| Misión: \| Caza polivalente \| \| Versiones: \| F-39 E/F \| \| Aeronaves en servicio: \| 10 \| \| \| total: 10 entregados + 27 en proceso de entrega[4][5][6] + 14 (en negociación)[7][8] \| \| Bases y unidades: \| 1º Grupo de Defensa Aérea (GDA) - Anápolis \| |
| Entrada en servicio:   | 2021 |
| Designación interna:   | F-39 |
| Misión:                | Caza polivalente |
| Versiones:             | F-39 E/F |
| Aeronaves en servicio: | 10 |
|                        | total: 10 entregados + 27 en proceso de entrega + 14 (en negociación) |
| Bases y unidades:      | 1º Grupo de Defensa Aérea (GDA) - Anápolis |

| Embraer F-5EM/FM       | Embraer F-5EM/FM |
| ---------------------- | --- |
|                        | \| Entrada en servicio: \| 2009 \| \| Designación interna: \| F-5EM \| \| Misión: \| Caza \| \| Versiones: \| F-5EM/FM (Modernizados) \| \| Aeronaves en servicio: \| 40[9] \| \| \| total: 72 \| \| Bases y unidades: \| 1º Grupo de Aviación de Caza - Santa Cruz 1º/4º Grupo de Aviación de Caza - Manaus 1º/14º Grupo de Aviación de Caza - Canoas \| |
| Entrada en servicio:   | 2009 |
| Designación interna:   | F-5EM |
| Misión:                | Caza |
| Versiones:             | F-5EM/FM (Modernizados) |
| Aeronaves en servicio: | 40 |
|                        | total: 72 |
| Bases y unidades:      | 1º Grupo de Aviación de Caza - Santa Cruz 1º/4º Grupo de Aviación de Caza - Manaus 1º/14º Grupo de Aviación de Caza - Canoas |

| AMX International AMX  | AMX International AMX |
| ---------------------- | --- |
|                        | \| Entrada en servicio: \| 1989 \| \| Designación interna: \| A-1A/B \| \| Misión: \| Ataque a tierra y Reconocimiento \| \| Versiones: \| AMX-T/ATA/M \| \| Aeronaves en servicio: \| 30 \| \| \| total: 55 \| \| Bases y unidades: \| 1º/10º Grupo de Aviación - Santa Maria 3º/10º Grupo de Aviación - Santa Maria 1º/16º Grupo de Aviación - Santa Cruz \| |
| Entrada en servicio:   | 1989 |
| Designación interna:   | A-1A/B |
| Misión:                | Ataque a tierra y Reconocimiento |
| Versiones:             | AMX-T/ATA/M |
| Aeronaves en servicio: | 30 |
|                        | total: 55 |
| Bases y unidades:      | 1º/10º Grupo de Aviación - Santa Maria 3º/10º Grupo de Aviación - Santa Maria 1º/16º Grupo de Aviación - Santa Cruz |

### Aviones de entrenamiento y Ataque Ligero
| Embraer EMB 314 Super Tucano | Embraer EMB 314 Super Tucano |
| ---------------------------- | --- |
|                              | \| Entrada en servicio: \| 2003 \| \| Designación interna: \| A-29A/B \| \| Misión: \| Ataque Ligero y Entrenador Avanzado \| \| Aeronaves en servicio: \| 90 \| \| \| total: 99 \| \| Bases y unidades: \| 1º/3º Grupo de Aviación - Boa Vista 2º/3º Grupo de Aviación - Porto Velho 3º/3º Grupo de Aviación - Campo Grande 2º/5º Grupo de Aviación (formación) - Natal Escuadrón de Demostración Aérea - Pirassununga \| |
| Entrada en servicio:         | 2003 |
| Designación interna:         | A-29A/B |
| Misión:                      | Ataque Ligero y Entrenador Avanzado |
| Aeronaves en servicio:       | 90 |
|                              | total: 99 |
| Bases y unidades:            | 1º/3º Grupo de Aviación - Boa Vista 2º/3º Grupo de Aviación - Porto Velho 3º/3º Grupo de Aviación - Campo Grande 2º/5º Grupo de Aviación (formación) - Natal Escuadrón de Demostración Aérea - Pirassununga |

| Embraer EMB 312 Tucano | Embraer EMB 312 Tucano |
| ---------------------- | --- |
|                        | \| Designación interna: \| T-27 /AT 27 \| \| Misión: \| Entrenamiento y Ataque Ligero \| \| Versiones: \| EMB 312 Tucano \| \| Aeronaves en servicio: \| 108 \| \| \| total: +127 \| |
| Designación interna:   | T-27 /AT 27 |
| Misión:                | Entrenamiento y Ataque Ligero |
| Versiones:             | EMB 312 Tucano |
| Aeronaves en servicio: | 108 |
|                        | total: +127 |

| Neiva Universal        | Neiva Universal |
| ---------------------- | --- |
|                        | \| Designación interna: \| T-25C \| \| Misión: \| Entrenador primario \| \| Aeronaves en servicio: \| 42 \| \| \| total: 180 \| |
| Designación interna:   | T-25C |
| Misión:                | Entrenador primario |
| Aeronaves en servicio: | 42 |
|                        | total: 180 |

### Aviones de transporte
| Airbus A330 MRTT       | Airbus A330 MRTT |
| ---------------------- | --- |
|                        | \| Entrada en servicio: \| 2022 \| \| Designación interna: \| KC-30 \| \| Misión: \| Transporte y Avión Cisterna \| \| Versiones: \| A-330-200 MRTT \| \| Aeronaves en servicio: \| 2[10] \| \| \| total: 2 \| \| Bases y unidades: \| 1.Grupo de Transporte - Galeão \| |
| Entrada en servicio:   | 2022 |
| Designación interna:   | KC-30 |
| Misión:                | Transporte y Avión Cisterna |
| Versiones:             | A-330-200 MRTT |
| Aeronaves en servicio: | 2 |
|                        | total: 2 |
| Bases y unidades:      | 1.Grupo de Transporte - Galeão |

| Embraer KC-390         | Embraer KC-390 |
| ---------------------- | --- |
|                        | \| Entrada en servicio: \| 2018 \| \| Designación interna: \| KC-390 \| \| Misión: \| Transporte y Avión Cisterna \| \| Versiones: \| C-390/KC-390 \| \| Aeronaves en servicio: \| 7[11] \| \| \| total: 19 + 2 prototipos[12] \| |
| Entrada en servicio:   | 2018 |
| Designación interna:   | KC-390 |
| Misión:                | Transporte y Avión Cisterna |
| Versiones:             | C-390/KC-390 |
| Aeronaves en servicio: | 7 |
|                        | total: 19 + 2 prototipos |

| Lockheed C-130 Hercules | Lockheed C-130 Hercules |
| ----------------------- | --- |
|                         | \| Misión: \| C-130E/H Transporte KC-130 Avión Cisterna \| \| Versiones: \| C-130M/KC-130M \| \| Aeronaves en servicio: \| 10 \| \| \| total: 23 \| \| Bases y unidades: \| 1.Grupo de Transporte - Galeão (C-130E) 1.Grupo de Transporte de Tropas - Campo dos Afonsos (C-130H, KC-130) \| |
| Misión:                 | C-130E/H Transporte KC-130 Avión Cisterna |
| Versiones:              | C-130M/KC-130M |
| Aeronaves en servicio:  | 10 |
|                         | total: 23 |
| Bases y unidades:       | 1.Grupo de Transporte - Galeão (C-130E) 1.Grupo de Transporte de Tropas - Campo dos Afonsos (C-130H, KC-130) |

| CASA C-295             | CASA C-295 |
| ---------------------- | --- |
|                        | \| Entrada en servicio: \| 2006 \| \| Designación interna: \| C-105A Amazonas \| \| Misión: \| Transporte \| \| Versiones: \| C-295M \| \| Aeronaves en servicio: \| 11 \| |
| Entrada en servicio:   | 2006 |
| Designación interna:   | C-105A Amazonas |
| Misión:                | Transporte |
| Versiones:             | C-295M |
| Aeronaves en servicio: | 11 |

| CASA C-295             | CASA C-295 |
| ---------------------- | --- |
|                        | \| Entrada en servicio: \| 2016 \| \| Designación interna: \| SC-105 SR Amazonas \| \| Misión: \| Búsqueda y Rescate \| \| Versiones: \| C-295MP Persuader \| \| Aeronaves en servicio: \| 3 \| |
| Entrada en servicio:   | 2016 |
| Designación interna:   | SC-105 SR Amazonas |
| Misión:                | Búsqueda y Rescate |
| Versiones:             | C-295MP Persuader |
| Aeronaves en servicio: | 3 |

| Cessna 208 Caravan     | Cessna 208 Caravan |
| ---------------------- | --- |
|                        | \| Entrada en servicio: \| 2002 \| \| Designación interna: \| C-98A \| \| Misión: \| Transporte de pasajeros \| \| Versiones: \| U-27A \| \| Aeronaves en servicio: \| 31 \| |
| Entrada en servicio:   | 2002 |
| Designación interna:   | C-98A |
| Misión:                | Transporte de pasajeros |
| Versiones:             | U-27A |
| Aeronaves en servicio: | 31 |

| Embraer ERJ 145        | Embraer ERJ 145 |
| ---------------------- | --- |
|                        | \| Designación interna: \| C-99/VC-99C \| \| Misión: \| Transporte de pasajeros \| \| Versiones: \| Embraer ERJ 145 y Embraer ERJ 135BJ Legacy \| \| Aeronaves en servicio: \| 24 \| |
| Designación interna:   | C-99/VC-99C |
| Misión:                | Transporte de pasajeros |
| Versiones:             | Embraer ERJ 145 y Embraer ERJ 135BJ Legacy |
| Aeronaves en servicio: | 24 |

| Embraer EMB 120 Brasilia | Embraer EMB 120 Brasilia |
| ------------------------ | --- |
|                          | \| Designación interna: \| C-97 \| \| Misión: \| Transporte de pasajeros \| \| Versiones: \| EMB 120 \| \| Aeronaves en servicio: \| 18 \| \| Bases y unidades: \| - 6º Esquadrão de Transporte Aéreo \| |
| Designación interna:     | C-97 |
| Misión:                  | Transporte de pasajeros |
| Versiones:               | EMB 120 |
| Aeronaves en servicio:   | 18 |
| Bases y unidades:        | - 6º Esquadrão de Transporte Aéreo |

| Embraer EMB 110 Bandeirante | Embraer EMB 110 Bandeirante |
| --------------------------- | --- |
|                             | \| Designación interna: \| C-95 \| \| Misión: \| Transporte de pasajeros \| \| Versiones: \| EMB 110 \| \| Aeronaves en servicio: \| 58 \| \| \| total: 80 \| |
| Designación interna:        | C-95 |
| Misión:                     | Transporte de pasajeros |
| Versiones:                  | EMB 110 |
| Aeronaves en servicio:      | 58 |
|                             | total: 80 |

| Airbus A319            | Airbus A319 |
| ---------------------- | --- |
|                        | \| Entrada en servicio: \| 2005 \| \| Designación interna: \| VC-1A "Santos Dumont" \| \| Misión: \| Transporte Aéreo Presidencial \| \| Versiones: \| A319 \| \| Aeronaves en servicio: \| 1 \| \| Bases y unidades: \| Base Aérea de Brasilia (BABR) \| |
| Entrada en servicio:   | 2005 |
| Designación interna:   | VC-1A "Santos Dumont" |
| Misión:                | Transporte Aéreo Presidencial |
| Versiones:             | A319 |
| Aeronaves en servicio: | 1 |
| Bases y unidades:      | Base Aérea de Brasilia (BABR) |

| Embraer 190            | Embraer 190 |
| ---------------------- | --- |
|                        | \| Designación interna: \| VC-2 "Bartolomeu de Gusmão" y "Augusto Severo" \| \| Misión: \| Transporte Aeréo Presidencial \| \| Versiones: \| Embraer 190 clase VIP \| \| Aeronaves en servicio: \| 2 \| \| Bases y unidades: \| Base Aérea de Brasilia (BABR) \| |
| Designación interna:   | VC-2 "Bartolomeu de Gusmão" y "Augusto Severo" |
| Misión:                | Transporte Aeréo Presidencial |
| Versiones:             | Embraer 190 clase VIP |
| Aeronaves en servicio: | 2 |
| Bases y unidades:      | Base Aérea de Brasilia (BABR) |

### Aviones de vigilancia
| Embraer R-99           | Embraer R-99 |
| ---------------------- | --- |
|                        | \| Entrada en servicio: \| 1999 \| \| Misión: \| Alerta temprana y control aerotransportado \| \| Versiones: \| R-99 \| \| Aeronaves en servicio: \| 3 \| \| Bases y unidades: \| Base Aérea de Anápolis. \| |
| Entrada en servicio:   | 1999 |
| Misión:                | Alerta temprana y control aerotransportado |
| Versiones:             | R-99 |
| Aeronaves en servicio: | 3 |
| Bases y unidades:      | Base Aérea de Anápolis. |

| Embraer E-99           | Embraer E-99 |
| ---------------------- | --- |
|                        | \| Entrada en servicio: \| 1999 \| \| Misión: \| Alerta temprana y control aerotransportado \| \| Versiones: \| E-99 \| \| Aeronaves en servicio: \| 5 \| \| Bases y unidades: \| Base Aérea de Anápolis. \| |
| Entrada en servicio:   | 1999 |
| Misión:                | Alerta temprana y control aerotransportado |
| Versiones:             | E-99 |
| Aeronaves en servicio: | 5 |
| Bases y unidades:      | Base Aérea de Anápolis. |

| Embraer P-95           | Embraer P-95 |
| ---------------------- | --- |
|                        | \| Misión: \| Avión de patrulla marítima \| \| Versiones: \| P-95A/B \| \| Aeronaves en servicio: \| 11 \| \| \| total: 19 \| \| Bases y unidades: \| Base Aérea de Belem, Base Aérea de Florianópolis. \| |
| Misión:                | Avión de patrulla marítima |
| Versiones:             | P-95A/B |
| Aeronaves en servicio: | 11 |
|                        | total: 19 |
| Bases y unidades:      | Base Aérea de Belem, Base Aérea de Florianópolis. |

| Lockheed P-3 Orion     | Lockheed P-3 Orion |
| ---------------------- | --- |
|                        | \| Misión: \| Avión de patrulla marítima \| \| Versiones: \| P-3AM \| \| Aeronaves en servicio: \| 8 \| \| \| total: 12 \| \| Bases y unidades: \| Base Aérea de Santa Cruz. \| |
| Misión:                | Avión de patrulla marítima |
| Versiones:             | P-3AM |
| Aeronaves en servicio: | 8 |
|                        | total: 12 |
| Bases y unidades:      | Base Aérea de Santa Cruz. |

| Learjet 35             | Learjet 35                                                                                                   |
| ---------------------- | --- |
|                        | \| Misión: \| Reconocimiento \| \| Versiones: \| R-35 \| \| Aeronaves en servicio: \| 4 \| \| \| total: 8 \| |
| Misión:                | Reconocimiento                                                                                               |
| Versiones:             | R-35 |
| Aeronaves en servicio: | 4 |
|                        | total: 8 |

| Elbit Hermes 450       | Elbit Hermes 450                                                                                     |
| ---------------------- | --- |
|                        | \| Entrada en servicio: \| 2011 \| \| Misión: \| Reconocimiento \| \| Aeronaves en servicio: \| 4 \| |
| Entrada en servicio:   | 2011                                                                                                 |
| Misión:                | Reconocimiento                                                                                       |
| Aeronaves en servicio: | 4 |

| Elbit Hermes 900       | Elbit Hermes 900                                                                                     |
| ---------------------- | --- |
|                        | \| Entrada en servicio: \| 2014 \| \| Misión: \| Reconocimiento \| \| Aeronaves en servicio: \| 5 \| |
| Entrada en servicio:   | 2014                                                                                                 |
| Misión:                | Reconocimiento                                                                                       |
| Aeronaves en servicio: | 5 |

| IAI Heron              | IAI Heron |
| ---------------------- | --- |
|                        | \| Entrada en servicio: \| 2018 \| \| Misión: \| Reconocimiento, patrulla marítima \| \| Aeronaves en servicio: \| 15 \| |
| Entrada en servicio:   | 2018 |
| Misión:                | Reconocimiento, patrulla marítima                                                                                        |
| Aeronaves en servicio: | 15 |

### Helicópteros
| Eurocopter EC 725 Super Cougar | Eurocopter EC 725 Super Cougar |
| ------------------------------ | --- |
|                                | \| Entrada en servicio: \| 2014 \| \| Misión: \| Helicóptero de transporte táctico \| \| Versiones: \| EC-725 Caracal \| \| Aeronaves en servicio: \| 18 \| \| Bases y unidades: \| Base aérea de Belem, Base Aérea do Campo dos Afonsos \| |
| Entrada en servicio:           | 2014 |
| Misión:                        | Helicóptero de transporte táctico |
| Versiones:                     | EC-725 Caracal |
| Aeronaves en servicio:         | 18 |
| Bases y unidades:              | Base aérea de Belem, Base Aérea do Campo dos Afonsos |

| Sikorsky UH-60 Black Hawk | Sikorsky UH-60 Black Hawk |
| ------------------------- | --- |
|                           | \| Entrada en servicio: \| 2011 \| \| Misión: \| Helicóptero utilitario \| \| Versiones: \| H-60L \| \| Aeronaves en servicio: \| 16 \| \| Bases y unidades: \| Base Aérea de Manaus, Base Aérea de Santa Maria \| |
| Entrada en servicio:      | 2011 |
| Misión:                   | Helicóptero utilitario |
| Versiones:                | H-60L |
| Aeronaves en servicio:    | 16 |
| Bases y unidades:         | Base Aérea de Manaus, Base Aérea de Santa Maria |

| Eurocopter EC 135      | Eurocopter EC 135                                                                                     |
| ---------------------- | --- |
|                        | \| Entrada en servicio: \| 2010 \| \| Misión: \| Helicóptero VIP \| \| Aeronaves en servicio: \| 2 \| |
| Entrada en servicio:   | 2010                                                                                                  |
| Misión:                | Helicóptero VIP                                                                                       |
| Aeronaves en servicio: | 2 |

| HB 350B Esquilo        | HB 350B Esquilo |
| ---------------------- | --- |
|                        | \| Entrada en servicio: \| 1979 \| \| Misión: \| Helicóptero armado ligeiro \| \| Versiones: \| AS 350 e AS 355 \| \| Aeronaves en servicio: \| 25 \| \| \| total: 30 + 12 anunciados contrato en 2022 para instrucción de pilotos[13] \| \| Bases y unidades: \| Base Aérea de Recife, Base Aérea de Natal \| |
| Entrada en servicio:   | 1979 |
| Misión:                | Helicóptero armado ligeiro |
| Versiones:             | AS 350 e AS 355 |
| Aeronaves en servicio: | 25 |
|                        | total: 30 + 12 anunciados contrato en 2022 para instrucción de pilotos |
| Bases y unidades:      | Base Aérea de Recife, Base Aérea de Natal |

| Eurocopter AS 332 Super Puma | Eurocopter AS 332 Super Puma |
| ---------------------------- | --- |
|                              | \| Entrada en servicio: \| 1997 \| \| Misión: \| Helicóptero utilitario medio \| \| Versiones: \| AS-332 \| \| Aeronaves en servicio: \| 4 \| \| \| total: 11 \| \| Bases y unidades: \| Base Aérea do Campo dos Afonsos \| |
| Entrada en servicio:         | 1997 |
| Misión:                      | Helicóptero utilitario medio |
| Versiones:                   | AS-332 |
| Aeronaves en servicio:       | 4 |
|                              | total: 11 |
| Bases y unidades:            | Base Aérea do Campo dos Afonsos |

|  |  |

### Satélites
| SGDC-1               | SGDC-1 |
| -------------------- | --- |
|                      | \| Entrada en servicio: \| 2012 \| \| Designación interna: \| SGDC-1 \| \| Misión: \| Satélite para comunicaciones civiles y militares \| \| \| total: 1 \| \| Bases y unidades: \| 1 \| |
| Entrada en servicio: | 2012 |
| Designación interna: | SGDC-1 |
| Misión:              | Satélite para comunicaciones civiles y militares |
|                      | total: 1 |
| Bases y unidades:    | 1 |

| ICEYE                | ICEYE |
| -------------------- | --- |
|                      | \| Entrada en servicio: \| 2022 \| \| Designación interna: \| Caracará I / II[14] \| \| Misión: \| SAR de observación terrestre \| \| \| total: 2 \| \| Bases y unidades: \| 2 \| |
| Entrada en servicio: | 2022 |
| Designación interna: | Caracará I / II |
| Misión:              | SAR de observación terrestre |
|                      | total: 2 |
| Bases y unidades:    | 2 |

## Lista de armas modernas de la Fuerza Aérea Brasileña

### Misiles y cohetes
| Nombre del modelo | Tipo de arma                      | Procedencia               | Alcance efectivo | Plataforma de lanzamiento                        | imagen |
| ----------------- | --------------------------------- | ------------------------- | ---------------- | ------------------------------------------------ | ------ |
| MBDA Meteor       | aire-aire                         | Alemania/ Francia/ España | 200 km           | F-39E/F Gripen                                   |        |
| BGT IRIS-T        | aire-aire                         | Alemania/ Francia/ España | 30 km            | F-39E/F Gripen                                   |        |
| A-darter          | aire-aire                         | Brasil/ Sudáfrica         | 22 km            | F-39E/F Gripen                                   |        |
| Derby             | aire-aire                         | Israel                    | +50 km           | F-5M                                             |        |
| Python-3          | aire-aire                         | Israel                    | 15 km            | F-5M                                             |        |
| Python-4          | aire-aire                         | Israel                    | 15 km            | F-5M                                             |        |
| MAA-1 Piranha     | aire-aire                         | Brasil                    | 8 km             | F-5M Tiger II / A-29A Super Tucano / AMX A-1M    |        |
| MAA-1B Piranha II | aire-aire                         | Brasil                    | ~10 km           | F-5M / A-29A / AMX A-1M                          |        |
| Harpoon           | Misil antibuque                   | Estados Unidos            | 140 km           | P-3AM BR Orion                                   |        |
| MICLA-BR          | Misil de crucero                  | Brasil                    | +300 km          | F-39E/F Gripen                                   |        |
| MAR-1             | Misil aire-superficie             | Brasil                    | ~150 km          | AMX A-1M / F-5M / F-39E/F Gripen                 |        |
| 9M120 Ataka       | misil guiado antitanque           | Rusia                     | 6 km             | Mil Mi-35M2                                      |        |
| 9K114 Shturm      | misil guiado antitanque           | Rusia                     | 5 km             | Mil Mi-35M2                                      |        |
| 9K38 Igla         | Sistema de defensa aérea portátil | Rusia                     | 6 km             | Infantaria                                       |        |
| S-8               | Cohete                            | Rusia                     | 2 - 4 km         | Mil Mi-35M2                                      |        |
| SKYFIRE           | Cohete                            | Brasil                    | 12 km            | AT-27 / A-29M / AMX A-1M / HB 350 Esquilo / P-95 |        |
| SBAT-70           | Cohete                            | Brasil                    | ~1 km            | AT-27 / A-29M / AMX A-1M / HB 350 / P-95         |        |
| SBAT-127          | Cohete                            | Brasil                    | ~1 km            | A-29M / AMX A-1M / P-95                          |        |
| Torpedo Mark 46   | torpedo                           | Estados Unidos            | 7,3 km           | P-3AM BR                                         |        |

### Bombas
| Nombre del modelo | Tipo de arma               | Procedencia             | Plataforma de lanzamiento                                                   | imagen |
| ----------------- | -------------------------- | ----------------------- | --------------------------------------------------------------------------- | ------ |
| Mark 81 / tipo    | Bomba de propósito general | Estados Unidos / Brasil | AT-27 / A-29M / AMX A-1M / F-5M / F-39E/F Gripen / P-95 Bandeirulha / P-3AM |        |
| Mark 82 / tipo    | Bomba de propósito general | Estados Unidos / Brasil | AT-27 / A-29M / AMX A-1M / F-5M / F-39E/F Gripen / P-95 / P-3AM             |        |
| Mark 83 / tipo    | Bomba de propósito general | Estados Unidos / Brasil | AT-27 / A-29M / AMX A-1M / F-5M / F-39E/F Gripen / P-95 / P-3AM             |        |
| Mark 84 / tipo    | Bomba de propósito general | Estados Unidos / Brasil | AT-27 / A-29M / AMX A-1M / F-5M / F-39E/F Gripen / P-95 / P-3AM             |        |
| Trocano           | Bomba termobárica          | Brasil                  | C-130M Hercules / KC-390 Millenium                                          |        |
| BLG-120           | Bomba de racimo            | Brasil                  | AT-27 Tucano / A-29 / AMX A-1M / F-5M                                       |        |
| BLG-252           | Bomba de racimo            | Brasil                  | AT-27 / A-29M / AMX A-1M / F-5M                                             |        |
| BINC-200          | Bomba incendiaria          | Brasil                  | AT-27 / A-29M / AMX A-1M / F-5M                                             |        |
| BINC-300          | Bomba incendiaria          | Brasil                  | A-29 Super Tucano / AMX A-1 / F-5M                                          |        |
| Elbit Lizard      | Bomba guiada               | Israel                  | F-5M / AMX A-1M                                                             |        |
| SMKB Acauan       | Bomba guiada               | Brasil                  | F-5M/ AMX A-1M / A-29M                                                      |        |
| Spice 250         | Bomba guiada               | Israel                  | F-39E/F Gripen                                                              |        |
| Spice 1000        | Bomba guiada               | Israel                  | F-39E/F Gripen                                                              |        |
| BAPI              | Bomba antipista            | Brasil                  | AMX A-1M / F-5M                                                             |        |
| BPB-2000          | Bomba antibunker           | Brasil                  | AMX A-1M / F-5M                                                             |        |

### Armamento de tubo
| Nombre del modelo       | Tipo de arma           | Procedencia             | Plataforma de lanzamiento          | imagen |
| ----------------------- | ---------------------- | ----------------------- | ---------------------------------- | ------ |
| DEFA                    | Cañón revólver         | Francia                 | AMX A-1M                           |        |
| Cañón M39               | Cañón revólver         | Estados Unidos          | F-5M                               |        |
| Mauser BK 27            | Cañón revólver         | Alemania                | F-39 E/F Gripen                    |        |
| Gryazev-Shipunov GSh-23 | Cañón automático doble | Rusia                   | Mil Mi-35M2                        |        |
| FN Herstal M3           | Ametralladora pesada   | Bélgica/ Estados Unidos | A-29M                              |        |
| Minigun                 | Ametralladora rotativa | Estados Unidos          | UH-60L Blackhawk                   |        |
| FN MAG                  | Ametralladora          | Bélgica                 | EC-725 Caracal / AS-332 Super Puma |        |

### Armas de infantería
| Nombre                                     | Procedencia    | Tipo                       |
| ------------------------------------------ | -------------- | -------------------------- |
| Taurus PT-92 9 mm                          | Brasil         | Pistola                    |
| Pistola IMBEL 9mm 9mm                      | Brasil         | Pistola                    |
| Pistola Taurus TH-9 9mm                    | Brasil         | Pistola                    |
| HK33 5,56 mm                               | Alemania       | Fusil de asalto            |
| IMBEL A2 5,56mm                            | Brasil         | Fusil de asalto            |
| SG 550 5,56 mm                             | Suiza          | Fusil de asalto            |
| SG 552 Commando 5,56MM                     | Suiza          | Fusil de asalto (SOF)      |
| AR-15 5,56 mm                              | Estados Unidos | Fusil de asalto (PARA-SAR) |
| Espingarda "Pump-Action" Cal 12 (12 gauge) | Brasil         | Escopeta                   |
| Taurus MT12 9 mm                           | Brasil         | Sub ametralladora          |
| Browning M2                                | Estados Unidos | Ametralladora              |
| FN MAG 7,62mm                              | Bélgica        | Ametralladora              |
| 9K38 Igla                                  | Rusia          | SAM                        |
| Saber M-60                                 | Brasil         | Radar                      |

## Escuelas de la FAB
La Fuerza Aérea Brasileña tiene las siguientes instituciones de enseñanza:
1. Escuela Preparatoria de Cadetes do Aire- EPCAr- Escuela de enseñanza media lista para recibir a futuros cadetes de la AFA
2. Academia de la Fuerza Aérea - AFA - Institución de Enseñanza Superior especial que forma Aviadores, Intendentes y oficiales de Infantería de la FAB
3. Instituto Tecnológico de Aeronáutica - ITA - Institución de Enseñanza Superior que forma Ingenieros militares y civiles en diversas especialidades.
4. Centro de Instrucción y Adaptación de Aeronáutica - CIAAr - Institución especializada en preparar civiles formados en otras áreas de conocimiento para integrar las FAB.
5. Escola de Especialistas de Aeronáutica - EEAR - Escuela de preparación de Sargentos especialistas de Aeronáutica. Con sede en la ciudad de Guratinguetá-SP. Prepara Sargentos Especialistas en varias áreas como Control de Tráfico Aéreo, Mecánica de Aeronaves, Electrónica, Música, Enfermería, Infantería, entre otras. Al final del curso que tiene una duración de dos años el alumno es promovido a Tercer Sargento de Aeronáutica Brasileña.

## Insignias
- Patentes (Rank);
- Distintivos de Organización Militar (DOM);
- Distintivos de ocupación;
- Distintivos de Condición Especial (DCE) - Cursos;